# Bika ladní

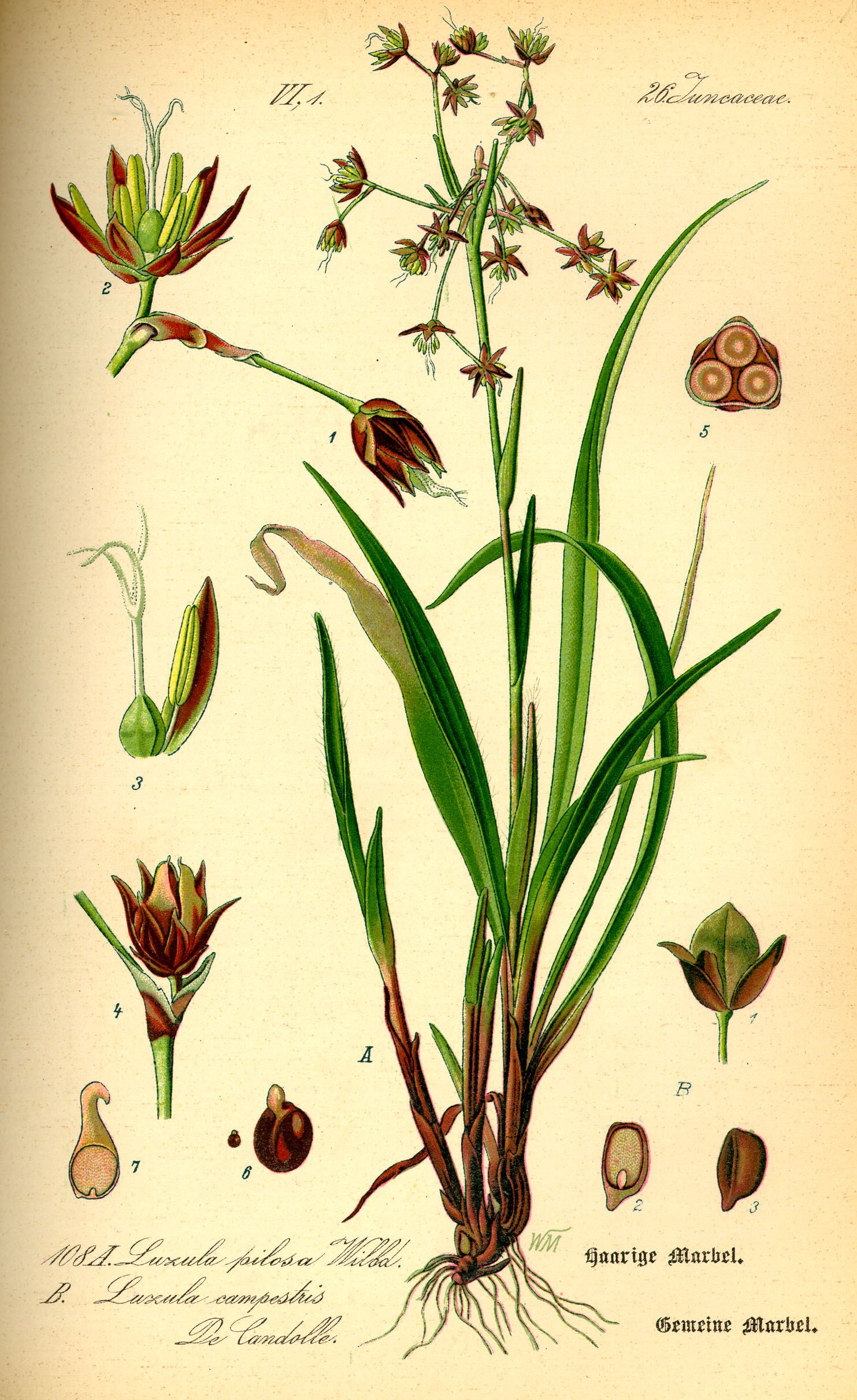
Zobrazení biky ladní

Bika ladní (Luzula campestris) je nízká, vytrvalá, planě rostoucí rostlina trávovitého vzhledu, jeden z více než deseti druhů rodu bika rostoucích v české přírodě. Je původním druhem v celé Evropě kromě jejích nejsevernějších oblastí. Rozšířila se též do asijské části Turecka, okolí Kavkazu i do severní Afriky. Zavlečena byla do Severní a Jižní Ameriky, obdobně jako na Nový Zéland. V přírodě České republiky je běžnou bylinou, hojně je pozorována ve vyšších polohách od pahorkatin po horské oblasti.

## Ekologie
Rostlina je hemikryptofyt rostoucí na půdách hlinitých, hlavně kyselých, s nedostatkem vápna a živin, ve vlhkých i suchých trávnicích, na pastvinách, mezích a vřesovištích, Je spíše luční rostlinou, kterou ale také nacházíme ve světlých lesích, po jejich mýtinách a okrajích, snáší plné slunce i polostín, dobře snáší i vlhká místa.

## Popis
Vytrvalá bylina rostoucí ve volných trsech s četnými čárkovitými listy a lodyhami vyrůstajícími z plazivého, krátce výběžkatého oddenku. Jen některé lodyhy mívají květy a ani ty nebývají při kvetení vyšší než 25 cm. Z oddenku rostou přízemní listy, které mají bělavé nebo slabě purpurové pochvy a dále listnaté lodyhy, podobné stéblům trav, ale bez kolének. Lodyhy jsou vystoupavé až přímé, oblé, hladké a řídce porostlé úzkými, brvitými listy vyrůstajícími z uzavřených pochev a mívajícími mírně ztlustlý, tupý konec. V dolní části lodyhy jsou listy čárkovité, kratší než délka lodyhy, široké 2 až 4 mm a po okraji jemně bíle brvité. Listy v horní části bývají ještě užší a mívají chomáčky dlouhých chlupů při ústí pochev.

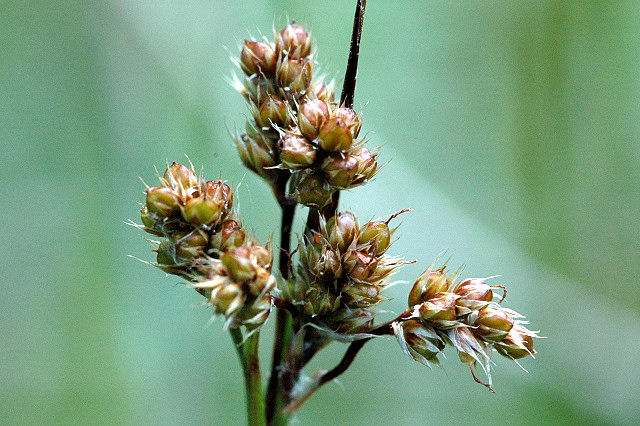
Květenství

Květná lodyha se na vrcholu rozvětvuje v několik nestejně dlouhých větviček kruželovitého květenství, které je tvořeno dvěma až sedmi hustými, vejčitými klásky se třemi až devíti květy. Prostřední klásek je přisedlý, ostatní mají stopky a v době plodů jsou skloněné. Listen u spodu květenství je obvykle kratší než větvičky květenství, pod květy jsou drobné blanité listence. Drobné, oboupohlavné květy mají šest stejně dlouhých okvětních lístků, které jsou kopinaté, nejvýše 3 mm velké, hnědé, po obvodě blanité a vyrůstající ve dvou trojčetných kruzích. V květu je ve dvou kruzích šest tyčinek, které mají podlouhlé žluté prašníky více než třikrát delší než nitky, dále trojplodolistový, jednopouzdrý, svrchní semeník s jednoduchou čnělkou nesoucí trojlaločnou bliznu s dlouhými, zatočenými laloky. Květy jsou výrazně protogynické, blizny dospívají a vyčnívají z květů ještě před jejich plným otevřením, prašníky se naopak otvírají až po zaschnutí blizen. Rostliny kvetou v březnu až květnu, přenos pylu z prašníků na blizny je zcela v moci větru. Ploidie druhu je 2n = 12.
Plod je jednopouzdrá, 3 mm velká, tmavě hnědá tobolka pukající třemi chlopněmi. Obsahuje tři kulovitá, načervenalá semena větší než 0,9 mm a každé má široké bílé masíčko větší než polovina semene.

## Rozmnožování
Bika ladní se na svém stanovišti rozšiřuje rozrůstáním oddenku, z kterého vyrůstá poměrně volný trs listů a lodyh. Na nová místa se šíří semeny, která roznášejí mravenci. Masíčko na semenech jim slouží jako potrava, a proto je odvlékají do mravenišť.

## Možnost záměny
Bika ladní s příbuznými druhy vytváří okruh podobných druhů Luzula campestris agg. Od biky ladní se morfologicky odlišují hlavně tím, že bika bledavá i bika sudetská mají okvětní lístky nestejně délky a bika mnohokvětá má prašníky nejvýše 2,5krát delší než nitky a semena menší než 0,9 mm.